# Ašokovi stebri
Ašokovi stebri so niz monolitnih stebrov, razpršenih po vsej Indijski podcelini, ki jih je postavil – ali vsaj vpisal z edikti – tretji maurijski cesar Ašoka Veliki, ki je vladal od leta 268 do 232 pr. n. št.. Ašoka je za opis svojih lastnih stebrov uporabil izraz Dhaṃma thaṃbhā (Dharma stambha), tj. 'stebri darme'. Ti stebri predstavljajo pomembne spomenike indijske arhitekture in umetnosti, večina jih ima značilen maurijski lak. Od stebrov, ki jih je postavil Ašoka, jih je še vedno ohranjenih dvajset, vključno s tistimi z napisi njegovih ukazov. Le nekaj jih je preživelo z živalskimi glavami, od katerih je znanih sedem popolnih primerkov. Dva stebra je Firuz Šah Tughlaq prestavil v Delhi. Več stebrov so vladarji Mogulskega cesarstva kasneje prestavili, živalski kapiteli pa so bili odstranjeni. Stebre, ki so bili v povprečju visoki med 12 in 15 m in težki do 50 ton vsak, so vlekli, včasih na stotine milj, do mesta, kjer so jih postavili.
Ašokovi stebri so med najzgodnejšimi znanimi kamnitimi kiparskimi ostanki iz Indije. Samo še en fragment stebra, kapitel iz Pataliputre, je verjetno iz nekoliko starejšega datuma. Domneva se, da je bil pred 3. stoletjem pr. n. št. kot glavni material za indijske arhitekturne konstrukcije uporabljen les namesto kamna in da je bil kamen morda sprejet po interakciji s Perzijci in Grki. Grafična predstavitev levjega kapitela Ašoke iz tamkajšnjega stebra je bila leta 1950 sprejeta kot uradni državni grb Indije.
Vsi Ašokovi stebri so bili zgrajeni v budističnih samostanih, na številnih pomembnih mestih iz življenja Bude in romarskih krajih. Nekateri stebri vsebujejo napise, naslovljene na menihe in nune. Nekateri so bili postavljeni v spomin na obisk Ašoke. Večji stebri so prisotni v indijskih državah Bihar, Utar Pradeš, Madja Pradeš in nekaterih delih Harjane.

## Ašoka in budizem
Ašoka se je povzpel na prestol leta 269 pr. n. št. in nasledil Maurijsko cesarstvo, ki ga je ustanovil njegov ded Čandragupta Maurja. Ašoka je bil na začetku svoje vladavine domnevno tiran. Osem let po svojem ustoličenju je vodil kampanjo v Kalingi, kjer je bilo po njegovih lastnih besedah »sto petdeset tisoč ljudi deportiranih, sto tisoč pobitih in toliko jih je umrlo ...« Kot pojasnjuje v svojih ediktih, se je po tem dogodku Ašoka spreobrnil v budizem zaradi kesanja zaradi izgube življenj. Budizem je postal državna vera in se z Ašokovo podporo hitro širil. Napisi na stebrih določajo edikte o morali, ki temeljijo na budističnih načelih. Dodali so jih v 3. stoletju pred našim štetjem.

## Gradnja
Tradicionalne ideje, da so bili vsi prvotno izkopani v Čunarju, južno od Varanasija in odpeljani na svoja mesta, pred ali po izrezovanju, »ni več mogoče zanesljivo trditi«, in namesto tega se zdi, da so bili stebri izklesani v dveh vrstah iz kamna. Nekateri so bili iz lisastega rdeče-belega peščenjaka iz regije Mathura, drugi iz drobnozrnatega trdega peščenjaka svetlo rumene barve, običajno z majhnimi črnimi lisami, pridobljenega v Čunarju blizu Varanasija. Enotnost sloga v kapitelih stebrov nakazuje, da so jih vse izklesali obrtniki iz iste regije. Zato se zdi, da je bil kamen prepeljan iz Mathure in Čunarja na različna mesta, kjer so bili najdeni stebri, tam pa so ga rezali in klesali obrtniki.
Stebri imajo štiri sestavne dele v dveh delih: trije deli kapitelov so izdelani iz enega kosa, pogosto iz drugačnega kamna kot monolitna gred, na katero so pritrjeni z velikim kovinskim moznikom. Stebla so vedno gladka, v preseku okrogla, navzgor rahlo zožena in vedno izklesana iz enega kosa kamna. Na dnu gredi ni izrazite baze. Spodnji deli kapitelov imajo obliko in videz rahlo obokanega zvona, oblikovanega iz lotosovih listov. Abakusi so dveh vrst: kvadratni in navadni ter okrogli in okrašeni in so različnih proporcev. Živali na kroni so mojstrovine maurijske umetnosti, prikazane sedeče ali stoječe, vedno okrogle in izklesane kot en kos z abakusom. Verjetno so vsi ali večina drugih stebrov, ki jih zdaj nimajo, nekoč imeli kapitele in živali. Uporabljajo se tudi za spomin na dogodke iz Budovega življenja.
Trenutno je ohranjenih sedem živalskih skulptur iz Ašokovih stebrov. Ti tvorijo »prvo pomembno skupino indijskih kamnitih skulptur«, čeprav se domneva, da izhajajo iz obstoječe tradicije lesenih stebrov, na vrhu katerih so živalske skulpture iz bakra, od katerih nobena ni preživela. Možno je tudi, da so nekateri kamniti stebri pred Ašokovo vladavino.

## Izvor

### Zahodno poreklo
Veliko se je razpravljalo o obsegu vpliva Ahemenidske Perzije, kjer so kapiteli stebrov, ki so podpirali strehe v Perzepolisu, podobni, in »precej hladen, hieratični slog« Sarnathskega levjega kapitela Ašoke še posebej kaže »očitno Ahemenidsko in vpliv Sargonida«. Indija in Ahemenidsko cesarstvo sta bila v tesnem stiku od Ahemenidske osvojitve doline Inda, od približno 500 pr. n. št. do 330 pr. n. št.
Predlagali so tudi helenistični vpliv. Zlasti abakusi nekaterih stebrov (zlasti bik Rampurva, slon Sankisa in kapitel stebra Alahabad) uporabljajo pasove motivov, kot so kroglice in koluti, ovolo, plamenske palmete, lotosi, ki verjetno izvirajo iz grške in bližnjevzhodne umetnosti. Takšne primere je mogoče videti tudi v ostankih maurijske prestolnice Pataliputra.
Predlagano je bilo tudi, da so bili grški stebri iz 6. stoletja, kot je Sfinga iz Naksosa, 12,5 m visok jonski steber, okronan s sedečo živaljo v verskem središču Delfi, morda navdih za Ašokove stebre. Veliko podobnih stebrov, okronanih s sfingami, je bilo odkritih v stari Grčiji, na primer v Šparti, Atenah ali Spati, nekateri pa so bili uporabljeni kot nagrobne stele. Grška sfinga, lev z obrazom človeške ženske, je veljala za strašno moč in je veljala za varuha, ki je pogosto obkrožal vhode v templje ali kraljeve grobnice.

### Indijsko poreklo
Nekateri učenjaki, kot je John Irwin, so poudarili ponovno oceno splošnega prepričanja o perzijskem ali grškem izvoru Ašokinih stebrov. Trdi, da ti predstavljajo Dhvadža ali prapor, ki so ga indijski vojaki med bitko nosili s seboj in verjeli, da je uničenje sovražnikovega dhvadža prineslo nesrečo njihovim nasprotnikom. Relief ograje stupe Bharhut prikazuje kraljično osebnost na konju, ki nosi Garudadhvadža. Heliodorov steber so imenovali Garudadhvadža, dobesedno Garuda-prapor, steber iz 2. stoletja pr. n. št. je morda najzgodnejši zabeleženi kamniti steber, ki je bil razglašen za dhvadža.
Sami Ašokini edikti navajajo, da je treba njegove besede vklesati na katero koli razpoložljivo kamnito ploščo ali steber, kar kaže, da je bila tradicija klesanja kamnitih stebrov prisotna pred obdobjem Ašoke.
John Irwin poudarja tudi dejstvo, da so bile rezbarije na stebrih, kot je Allahabadski steber, narejene, ko je bil že postavljen, kar kaže na njegov predašokov izvor.

### Slogovni argument
Čeprav je vpliv z zahoda na splošno sprejet, zlasti perzijski stebri Ahemenidskega cesarstva, obstajajo številne razlike med temi in stebri. Perzijski stebri so zgrajeni v segmentih, medtem ko so Ašokini stebri monoliti, kot nekateri mnogo kasnejši rimski stebri. Večina perzijskih stebrov ima nagubano deblo, medtem ko so maurijski stebri gladki, perzijski stebri pa služijo kot nosilne strukture, medtem ko so Ašokini stebri samostojni spomeniki. Obstajajo tudi druge razlike v okrasju. Indijski zgodovinar Upinder Singh komentira nekatere razlike in podobnosti in piše: »Če Ašokinih stebrov ni mogoče v celoti pripisati perzijskemu vplivu, so morali imeti nedokumentirano prazgodovino znotraj podceline, morda tradicijo lesenega rezbarjenja. Toda prehod iz kamna v les je bil narejen z enim veličastnim skokom, ki so ga nedvomno spodbudili cesarski okusi in ambicije cesarjev Maurija.«
Ne glede na kulturno in umetniško izposojo z zahoda, Ašokovi stebri, skupaj z večino maurijske umetnosti in arhitekturnih dosežkov, kot sta mesto Pataliputra ali Barabarske jame, ostajajo izjemni v svojih dosežkih in se pogosto primerjajo z ostalimi svet v tistem času. Ko je John Marshall komentiral maurijsko kiparstvo, je nekoč zapisal o »izjemni natančnosti in točnosti, ki sta značilni za vsa maurijska dela in ki ju upamo trditi, da nikoli ni presegla niti najboljša izdelava na atenskih stavbah«.

## Celoten seznam stebrov
Pet Ašokovih stebrov, dva pri Rampurvi, po eden pri Vaišali, Laurija Araradžu in Lauria Nandangarhu, je verjetno označevalo potek starodavne kraljeve ceste od Pataliputre do Nepala. Poznejši vladarji Mogulskega cesarstva so prestavili več stebrov, živalski kapiteli pa so bili odstranjeni.
Dve kitajski srednjeveški romarski poročili poročata o videnjih več stebrov, ki so zdaj izginili: Faxian jih poroča šest in Xuanzang petnajst, od katerih jih je največ pet mogoče identificirati s preživelimi stebri. Vsi ohranjeni stebri, navedeni s kakršnimi koli kronajočimi živalskimi skulpturami in vpisanimi edikti, so naslednji:

### Complete standing pillars, or pillars with Ashokan inscriptions
- Steber Delhi-Topra, v trdnjavi Feroz Šah Kotla, Delhi (Stebrni edikti I, II, III, IV, V, VI, VII; prestavljen leta 1356 n. št. iz Topra Kalan v okrožju Yamunanagar v Harjani v Delhiju, avtor Firuz Šah Tughluq.[35]
- Ašokini edikti v Delhi-Meerut, Delhi (Stebrni edikti I, II, III, IV, V, VI; premaknil Firuz Šah Tughluq iz Meeruta v Delhi leta 1356.
- Nigali Sagar (ali Nigliva, Nigalihava), blizu Lumbinija, Nepal. Stebru manjka kapitel, en Ašokov edikt. Postavljeno v 20. letu Ašokove vladavine (okoli 249 pr. n. št.).
- Rupandehi, blizu Lumbinija, Nepal. Postavljen tudi v 20. letu Ašokove vladavine (okoli 249 pr. n. št.) v spomin na Ašokovo romanje v Lumbini. Kapitel manjka, vendar je bil očitno konj.
- Alahabadski steber, Utar Pradeš (prvotno v Kausambiju in ga je Džahangir verjetno preselil v Alahabad; Stebrni edikti I-VI, Kraljičin edikt, Razkolniški edikt)
- Rampurva, Čamparan, Bihar. Dva stebra: lev s stebrnimi edikti I, II, III, IV, V, VI; bik brez napisov. Abakus kapitela bika ima motive kovačnika in palmete, ki izhajajo iz grških oblik.
- Sanči, blizu Bhopala, Madja Pradeš, štirje levi, edikt razkola.
- Sarnath, blizu Varanasija, Utar Pradeš, štirje levi, napis na stebru, edikt o razkolu. To je znamenit Ašokov levji kapitel, ki se uporablja v državnem simbolu Indije.
- Laurija Nandangarh, Čamparan, Bihar, en sam lev, stebrni edikti I, II, III, IV, V, VI.
- Laurija Araradž, Čamparan, Bihar (Stebrni edikti I, II, III, IV, V, VI).
- Vaišali, Bihar, en lev, brez napisa.

Fragment stebra Amaravati je precej problematičen. Sestavljen je le iz 6 vrstic v brahmiju, ki jih je težko razvozlati. Razločiti je mogoče samo besedo vidžaja (zmaga), ki jo je verjetno uporabljal tudi Ašoka. Sircar, ki zagotavlja podrobno študijo, meni, da verjetno pripada Ašokovemu stebru.
- Vaišali
- Laurija Nandangarh
- Laurija Araradž
- Delhi-Meerut (izvira iz Meeruta, razbit na kose med transportom))
- Delhi-Topra (prvotno iz Topra Kalan)
- Allahabad (prvotno iz Kosambija)
- Lumbini (zlomljen na pol). Pokrov za zaščito v 20. stoletju.

- Sarnath
- Sanči
- Rampurva
- Nigali Sagar
- Fragment stebra z napisom Amaravati[38]

### Stebri brez ašokanskih napisov
Obstaja tudi več znanih fragmentov Ašokovih stebrov brez najdenih napisov, kot je steber v Bodh Gaja, Kausambi, Gotihawa, Prahladpur (zdaj v vladnem sanskrtskem kolidžu, Varanasi), Fatehabad, Bhopal, Sadagarli, Udaigiri-Vidiša, Kušinagar, Arah (Masarh) Basti, Bhikana Pahari, Bulandi Bagh (Pataliputra), Sandalpu in nekaj drugih, kot tudi zlomljen steber v Bhaironu (Lat Bhairo v Benaresu), ki je bil uničen med nemiri leta 1908. Kitajska meniha Fa-Hsien in Hsuantsang sta poročala tudi o stebrih v Kušinagarju, samostanu Džetavana v Sravastiju, Radžagrihi in Mahasali, ki še danes niso bili najdeni.
- Kausambi
- Gotihava, možna osnova stebra Nigali Sagar
- Bodh Gaja (prvotno blizu Sujata Stupa, prinešen iz Gaye leta 1956)[40]
- Del ašokanskega stebra, najden v Pataliputri
- Devdaha

## Kapiteli
Skupaj je preostalih sedem popolnih kapitelov, pet z levi, eden s slonom in eden z bikom zebujem. Eden od njih, štirje levi iz Sarnatha, je postal državni grb Indije. Živalski kapiteli so sestavljeni iz baze v obliki lotiforme, z abakusom, okrašenim s cvetličnimi, simboličnimi ali živalskimi vzorci, na vrhu pa je realistična upodobitev živali, za katero se domneva, da vsaka predstavlja tradicionalno smer v Indiji.
Pri oblikovanju teh kapitelov so bili opisani različni tuji vplivi. Žival na vrhu lotiformnega kapitela spominja na oblike ahemenidskega stebra. Zdi se, da tudi abakus pogosto kaže nekaj vpliva grške umetnosti: v primeru bika Rampurva ali slona Sankasa je sestavljen iz kovačkov, ki se izmenjujejo s stiliziranimi palmetami in majhnimi rozetami. Podobno zasnovo je mogoče videti na frizu izgubljenega kapitela Alahabadskega stebra. Ti modeli verjetno izvirajo iz grške in bližnjevzhodne umetnosti. Verjetno bi prišli iz sosednjega Selevkidskega cesarstva in še posebej iz helenističnega mesta, kot je Ai-Khanoum, ki je bil na pragu Indije. Večino teh modelov in motivov je mogoče videti tudi v prestolnici Pataliputra.
Diamantni prestol Bodh Gaja je še en primer Ašokove arhitekture okoli leta 260 pr. n. št. in prikazuje pas rezbarij s palmetami in gosmi, podobne tistim, ki jih najdemo na več Ašokovih stebrih.
Kronološki vrstni red
Na podlagi slogovne in tehnične analize je mogoče določiti okvirni kronološki vrstni red stebrov. Zdi se, da je najzgodnejši steber Vaišali s svojim močnim in kratkim stebrom, togim levom in neokrašenim kvadratnim abakusom. Sledila bi slon Sankisa in bik Rampurva, ki prav tako še nista bila deležna maurijevskega laka in sta za okras uporabljala helenistični abakus lotosa in palmet. Abakus bi nato prevzel gos Hamsa kot živalski okrasni simbol v Lauriji Nandangarh in levu Rampurva. Sanči in Sarnath bi zaznamovala vrhunec s štirimi živalmi s hrbtom ob hrbtu namesto samo z eno ter z novo in prefinjeno živaljo in simboličnim abakusom (slon, bik, lev, konj, ki se izmenjujejo s kolesom darme) za Sarnath lev.
Predlagani so bili tudi drugi kronološki vrstni red, na primer na podlagi sloga napisov na stebrih, saj imajo slogovno najbolj izpopolnjeni stebri dejansko najslabše kakovosti vgravirane Ašokove edikte (namreč zelo slabo vgravirane shizme ediktov na stebra Sanči in Sarnath, njuna edina napisa). Ta pristop ponuja skoraj obraten kronološki vrstni red kot prejšnji. Po Irwinu sta stebra slona Sankisa in bika Rampurva s svojim helenističnim abakusom predašokina. Ašoka bi nato naročil, da se zgradi Sarnathov steber z znamenit Ašokov levji kapitel pod vodstvom obrtnikov iz nekdanjega Ahemenidskega cesarstva, ki so bili usposobljeni za perzo-helenistično kiparstvo, medtem ko so Brahmi gravuro na istem stebru (in na stebrih istega obdobja, kot sta Sanči in Kosambi-Alahabad) izdelali neizkušeni indijski graverji v času, ko je bilo graviranje v kamen še novo v Indiji. Potem ko je Ašoka poslal nazaj tuje umetnike, se je slog v kratkem času poslabšal, vse do časa, ko so bili ob koncu Ašokove vladavine vgravirani edikti o velikem stebru, ki so zdaj kazali zelo dobro izdelavo napisov, vendar veliko bolj slovesno in manj elegantno slog za povezane kapitele levov, kot za leva Laurija Nandangarha in leva Rampurva.
Znani kapiteli Ašokovih stebrov:
- Vaišali lev
- Sankisa slon
- Rampurva zebu original (zdaj v Rashtrapati Bhavan, New Delhi).
- Laurija Nandangarh lev
- Rampurva lev
- Štirje levi, nekoč morda okronan s kolesom iz Sančija
- Ašokov levji kapitel, iz Sarnatha

Od Allahabadskega stebra je ostal samo abakus, spodnji del in žival na kroni sta bili izgubljeni. Ostanki so zdaj v muzeju Alahabad.
Nekaj verjetno Ašokovih kapitelov je bilo najdenih tudi brez stebrov:
- Kesarija (glavno mesto). V stupi Kesarija so našli samo kapitel. Odkril ga je Markham Kittoe leta 1862 in rekel je, da je podoben levu iz stebra Laurija Nandangarh, razen zadnjih nog leva, ki niso štrlele čez abakus. Ta kapital je zdaj izgubljen.
- Udaigiri-Vidiša (kapitel le v jamah Udajagiri, vidna tukaj). Pripisovanje Ašoki je sporno (od obdobja Sunga iz 2. stoletja pr. n. št. do obdobja Gupta).

Iz različnih starodavnih skulptur (reliefi iz Bharhuta, 100 pr. n. št.) in poznejših pripovedi kitajskih romarjev (5.–6. st. n. št.) je tudi znano, da je bil Ašokov steber v templju Mahabodhi, ki ga je ustanovil Ašoka, okronan s slonom.
Isti kitajski romarji so poročali, da je bil kapitel Lumbinijevega stebra konj (danes izgubljen), ki je takrat že padel na tla.

## Ponovna odkritja
Številne stebre so podrli naravni vzroki ali ikonoklasti in so jih postopoma ponovno odkrili. Enega je v 16. stoletju opazil angleški popotnik Thomas Coryat v ruševinah starega Delhija. Sprva je glede na to, kako se sveti, domneval, da je izdelan iz medenine, a je ob natančnejšem pregledu ugotovil, da je izdelan iz visoko poliranega peščenjaka s pokončno pisavo, ki je spominjala na grško obliko. V 1830-ih jih je James Prinsep začel dešifrirati s pomočjo kapitana Edwarda Smitha in Georgea Turnourja. Ugotovili so, da se scenarij nanaša na kralja Pijadasija, kar je bil tudi vzdevek indijskega vladarja, znanega kot Ašoka, ki je prišel na prestol 218 let po Budovem razsvetljenju. Znanstveniki so od takrat našli 150 Ašokovih napisov, vklesanih v skale ali na kamnite stebre, ki označujejo področje, ki se je raztezalo čez severno Indijo in južno pod osrednjo Dekansko planoto. Ti stebri so bili postavljeni na strateška mesta blizu mejnih mest in trgovskih poti.
Sančijev steber je našel F. O. Oertelin leta 1851 pri izkopavanjih, ki jih je vodil sir Alexander Cunningham, prvi vodja Indijskega arheološkega zavoda. Nad zemljo ni bilo ohranjenih sledi stebra Sarnath, omenjenega v poročilih srednjeveških kitajskih romarjev, ko je bilo inženirju indijske državne službe F. O. Oertelu, brez pravih izkušenj z arheologijo, dovoljeno izkopavati tam pozimi 1904–1905. Najprej je odkril ostanke Guptskega svetišča zahodno od glavne stupe, nad Ašokovo strukturo. Zahodno od tega je našel najnižji del stebra, pokončen, vendar odlomljen blizu tal. Večino preostanka stebra so našli v treh bližnjih delih, nato pa so, odkar so leta 1851 izkopali kapitel Sanči, nadaljevali iskanje enakovrednega stebra; Ašokov levji kapitel, najbolj znan v skupini, je bil najden blizu. Bil je boljši v izvedbi in v veliko boljšem stanju kot tisti pri Sančiju. Videti je bilo, da je bil steber na neki točki namerno uničen. Najdbe so bile prepoznane kot tako pomembne, da je bil ustanovljen prvi muzej na kraju samem v Indiji (in eden redkih takrat na svetu), ki jih hrani.